# Polemonium villosissimum
Polemonium villosissimum är en blågullsväxtart som först beskrevs av Hultén, och fick sitt nu gällande namn av David Fletcher Murray och Reidar Elven. Polemonium villosissimum ingår i släktet blågullssläktet, och familjen blågullsväxter. Inga underarter finns listade i Catalogue of Life.